# Hugo Alphonse Revel
Hugo Alphonse Revel   (Viena, 6 de novembre de 1867 - 1909) va ser un jurista, músic i escriptor austríac. El seu nom de naixement era Hugo Neumann.
Estudià a Göttingen i Viena i es dedicà a la jurisprudència, passà cinc anys en l'Hercegovina, viatjà per Rússia i la Prússia Occidental i finalment s'establí a Berlín. Signava els seus treballs amb el nom de Neumann Revel. En la seva fecunda labor literària hi drames, comèdies, novel·les, poesies i composicions musicals.

## Obres (llista no exhaustiva)
| - Hermeline (1897); - Frau Lüge (1898); - Eigentüml, Prinzess (1898); - Um eine Station weiter (1899); - Ave Maria (1901); - Am Siel (1900); - Thanatos (1896); - Viper (1903); - Vitwe Dalila (1904); - Dieb (1903); - Dirnen (1903); - Die rote Laterne (1904); - Er, sie und der andere (1904); | - Vergewaltigt (1904); - Im Exil (1904); - Aus den schwarzen Bergen (1904); - Der Monch von Almissa (1905); - Konzert und Brettl Am Konak (1905); - Tiger (1906); - Die Drosselkonige (1906); - Zwei Frauen (1906); - Laetitia Bonaparte (1907); - Edelsheimb (1908); - Frau Margrete (1908); - Windspiel der Propheten (1909); - Die Fremde (1909), i moltes d'altres. |